# (1376) Michelle
(1376) Michelle – planetoida z pasa głównego planetoid okrążająca Słońce w ciągu 3 lat i 120 dni w średniej odległości 2,23 au. Została odkryta 29 października 1935 roku w Algiers Observatory w Algierze przez Guya Reissa. Nazwa planetoidy pochodzi od Michelle Boyer, trzeciej córki odkrywcy. Przed jej nadaniem planetoida nosiła oznacznie tymczasowe (1376) 1935 UH.